# Fuerte Victoria (Ambon)
Fuerte Victoria (en indonesio: Benteng Victoria; de en neerlandés: Fort Nieuw Victoria y también conocido en su nombre portugués original, en portugués: Forte de Nossa Senhora da Anunciada de Amboíno) es uno de los antiguos fuertes coloniales portugueses situado en el distrito de Sirimau, el centro de la ciudad de Ambon y se convirtió en el fuerte más antiguo de la ciudad. Fue construido por los portugueses en 1575, pero más tarde pasó a manos de los holandeses. El fuerte es una de las atracciones turísticas de la isla de Ambon y actualmente sirve de cuartel general del Mando Militar de Pattimura.

## Historia
Durante el gobierno colonial, el fuerte de Kota Laha fue arrebatado por los holandeses a los portugueses y cambió su nombre por el de Fuerte Victoria. Anteriormente, los portugueses construyeron y llamaron al fuerte Nossa Senhora de Anunciada en 1575 y fue terminado en 1580 por un gobernador portugués Gaspar de Mello, el fuerte fue capturado por los holandeses en 1605 y más tarde lo renombraron como Victoria. Resultó gravemente dañado por un gran terremoto que sacudió Ambon hacia 1754. Tras ser renovado, el fuerte pasó a llamarse Nieuw Victoria, que significa nueva victoria. Los holandeses utilizaron el lugar como centro de gobierno, defensa y formación del ejército. En este fuerte,  el Kapitán Pattimura fue ahorcado por los holandeses el 6 de diciembre de 1817. El fuerte también fue testigo de la Invasión de Ambon por parte del ejército indonesio contra la separatista República de Molucas del Sur en 1950.

## Construcción y arquitectura
Tiene habitaciones con sus propias funciones. Su función es la de lugar para organizar estrategias y lugar para almacenar víveres. Frente al fuerte, hay un puerto que se utilizaba como ruta de conexión para los barcos entre islas. A través del puerto, los holandeses podían transportar especias para distribuirlas a Europa. La carretera frente al fuerte que se encuentra cerca de la playa de Honipopu se llama Victoria Boulevard. En el fuerte se podían encontrar cañones gigantes, así como estatuas talladas en madera, mapas de la ampliación de la ciudad de Ambon entre los siglos XVII y XIX, así como una colección de pinturas de los administradores holandeses de Molucas que se podían encontrar en algunas habitaciones.